# Desnuda en la arena
 Desnuda en la arena és una pel·lícula en color de l'Argentina dirigida per Armando Bó segons el seu propi guió que es va estrenar el 13 de març de 1969. Va tenir com a protagonistes Isabel Sarli, Víctor Bó, Jorge Porcel i Fanny Navarro, i Adelco Lanza es va encarregar de la coreografia. El film va ser l'última pel·lícula de Fanny Navarro, va ser rodat parcialment en Panamà, i va tenir el títol alternatiu de Furia sexual.

## Sinopsi
Una dona que queda sola amb un fill petit es veu assetjada per la societat i viatja a Panamà, on triomfa.

## Repartiment
- Isabel Sarli …Alicia
- Víctor Bó …Oscar
- Jorge Porcel …Diplomàtic
- Fanny Navarro …Esther
- Mónica Grey …Dona xantatjada
- Virginia Romay …Mare d'Alicia
- Eduardo Frangías …Ricardo Allende
- Raúl del Valle …Espósito
- Reynaldo Mompel …Cacho
- Miguel Ángel Olmos
- Víctor Tasca
- Juan M. Barrol
- Doris Blaitry
- Nelsen Franco
- Jorge F. Barbuto
- Oscar Valicelli

## Comentaris
La revista Confirmado va escriure:
| « | ”Isabel és la Diana del Tercer Món, el mal gust de Bó-Bó-Sarli es lliure, just i sobirà.” | » |